# Orskov O-Typ
Der Containerschiffstyp Orskov O-Typ wurde in einer Serie von zwei Einheiten gebaut.

## Einzelheiten
Die Baureihe Orskov O-Typ der Fredrikshavner Ørskov Christensen Stålskibsværft wurde in den Jahren 1993 und 1994 gebaut. Die Schiffe sind als Mehrzweck-Containerschiffe mit ganz achtern angeordnetem Deckshaus und bordeigenen Kränen ausgelegt. Im Bezug auf die Grundabmessungen und die Ausrüstung weist der Entwurf starke Parallelen zum ebenfalls auf der Ørskov-Werft gebauten Typ Mk V auf. In der Hauptsache werden die Schiffe im Containertransport eingesetzt. Die Kapazität beträgt 703 TEU. Die Schiffe der Serie verfügen über zwei an Backbordseite angebrachte Kräne mit jeweils 40 Tonnen Tragkraft.
Der Antrieb der Schiffe besteht aus einem MaK-Viertakt-Dieselmotor des Typs 8 M552C mit einer Leistung von 5400 kW. Der Motor treibt einen Wellengenerator und den Festpropeller an und ermöglicht eine Geschwindigkeit von 16,5 Knoten. Weiterhin stehen drei Hilfsdiesel des Herstellers Mitsubishi und ein Notdiesel-Generator zur Verfügung. Die An- und Ablegemanöver wurden durch ein Bugstrahlruder unterstützt.

## Bauliste
| Orskov-O-Typ-Containerschiffe | Orskov-O-Typ-Containerschiffe | Orskov-O-Typ-Containerschiffe | Orskov-O-Typ-Containerschiffe | Orskov-O-Typ-Containerschiffe |
| Bauname                       | Bau- nummer                   | IMO- Nummer                   | Ablieferung                   | Umbenennungen und Verbleib |
| ----------------------------- | ----------------------------- | ----------------------------- | ----------------------------- | --- |
| Gertie                        | 185                           | 9065297                       | 17. Juni 1994                 | 1995 CGM St. Elie, 1996 Gertie, 1996 Arnafell, 2005 Seaboard Carribean, 2008 Melfi Tuxpan, 2009 ID Tuxpan, 2010 Colca, 2012 Horst B., 2015 MC Hunter, 2020 so in Fahrt. |
| Maersk Euro Quinto            | 186                           | 9100243                       | 30. September 1994            | Kiellegung als Heidi B., 1997 Heidi B., 1997 Helgafjell, 1998 Helgafell, 2005 Seaboard Rio Haina, 2008 Rio Bogota, 2009 Mohegan, 2016 Span Asia 25, 2020 so in Fahrt.   |
| Daten: Miramar                |                               |                               |                               | |